# Lee Si-a
Lee Si-a (de nacimiento Lee Ji-el) es una actriz y cantante surcoreana. Debutó en 2011 como miembro de Chi Chi (que significa "Creativa Electrónica Casa de Ídolos"). Cuando Chi Chi se disolvió en 2013, Lee volvió a la actuación, y ha participado en series como More Than a Maid (2015), Señal (2016), y The Unusual Family (2016).

## Carrera
Debutó en 2011 como miembro de Chi Chi (que significa "Creativa Electrónica Casa de Ídolos").
En 2013 regresó a la actuación, participando en series como More Than a Maid (2015), Señal (2016), y The Unusual Family (2016). 
En septiembre del 2018 se había unido al elenco principal de la serie Four Sons (también conocida como "Four Men") donde interpretará a la detective Yeo-rin, reemplazando a Nana, quien había decidido abandonar el proyecto.

## Filmografía

### Series de televisión
| Año     | Título                      | Papel          | Red           | Notas     | Ref.        |
| ------- | --------------------------- | -------------- | ------------- | --------- | ----------- |
| 2013    | Hur Jun, the Original Story | Lady Yu        | MBC           |           |             |
| 2014    | My Lovely Girl              | Yoon So-eun    | SBS           |           |             |
| 2015    | More Than a Maid            | Heo Yoon-ok    | JTBC          |           |             |
| 2015    | Cheo Yong – Season 2        | Han Ji-soo     | OCN           | Ep. 6     |             |
| 2015    | Remember                    | Kim Han-na     | SBS           | Ep. 5-6   |             |
| 2016    | Signal                      | Kim Won-kyung  | tvN           |           |             |
| 2016    | Doppelganger                | Yeon-joo       | Naver TV Cast | Serie web |             |
| 2016    | The Unusual Family          | Kang Dan-yi    | KBS           |           |             |
| 2017    | Tunnel                      | Shin Yeon-sook | OCN           |           |             |
| 2017    | Suspicious Partner          | Lee Na-eun     | SBS           | Ep. 6     |             |
| 2018    | Four Sons                   | Yeo-rin        |               |           | [ 5 ]       |
| 2018    | Let Me Introduce Her        | Ji Eun-han     | SBS           |           | [ 6 ]       |
| 2020    | 365: Repeat the Year        | Seo Yeon-soo   | MBC TV        |           |             |
| 2023-24 | Goryeo-Khitan War           | Reina Wonjeong | KBS2          |           | [ 7 ]       |
| 2025    | The Queen Who Crowns        | Yeong-sil      | tvN y TVING   |           | [ 8 ] [ 9 ] |

### Cine
| Año  | Título                      | Papel         |
| ---- | --------------------------- | ------------- |
| 2017 | Sueño Lúcido                | Mi-yeon       |
| 2018 | The Negotiation             | Yoo Yeon-joo  |
| 2020 | Faceless Boss (Unalterable) | Jung Min-jung |

### Programas de variedades
| Año  | Programa    | Notas                |
| ---- | ----------- | -------------------- |
| 2018 | Running Man | (Ep. 416) - invitada |